# Jorrit de Ruiter
Jorrit de Ruiter (28 de noviembre de 1986) es un deportista neerlandés que compitió en bádminton, en la modalidad de dobles mixto. Ganó una medalla de bronce en el Campeonato Europeo de Bádminton de 2014, en la prueba de dobles mixto.

## Palmarés internacional
| Campeonato Europeo | Campeonato Europeo | Campeonato Europeo | Campeonato Europeo |
| Año                | Lugar              | Medalla            | Prueba             |
| ------------------ | ------------------ | ------------------ | ------------------ |
| 2014               | Kazán (Rusia)      | Medalla de bronce  | Dobles mixto       |